# Vauxhall Cresta

Vauxhall Cresta — британский полноразмерный автомобиль, выпускавшийся компанией Vauxhall с 1953 по 1972 год. Первоначально выпускался более дешевый вариант как Velox, в то время как более дорогие варианты назывались Viscount, что было одной из попыток Vauxhall попасть в сегмент роскоши. Этот Vauxhall был одним из немногих европейских автомобилей, который перенял тенденции стиля американских автомобилей.

## История

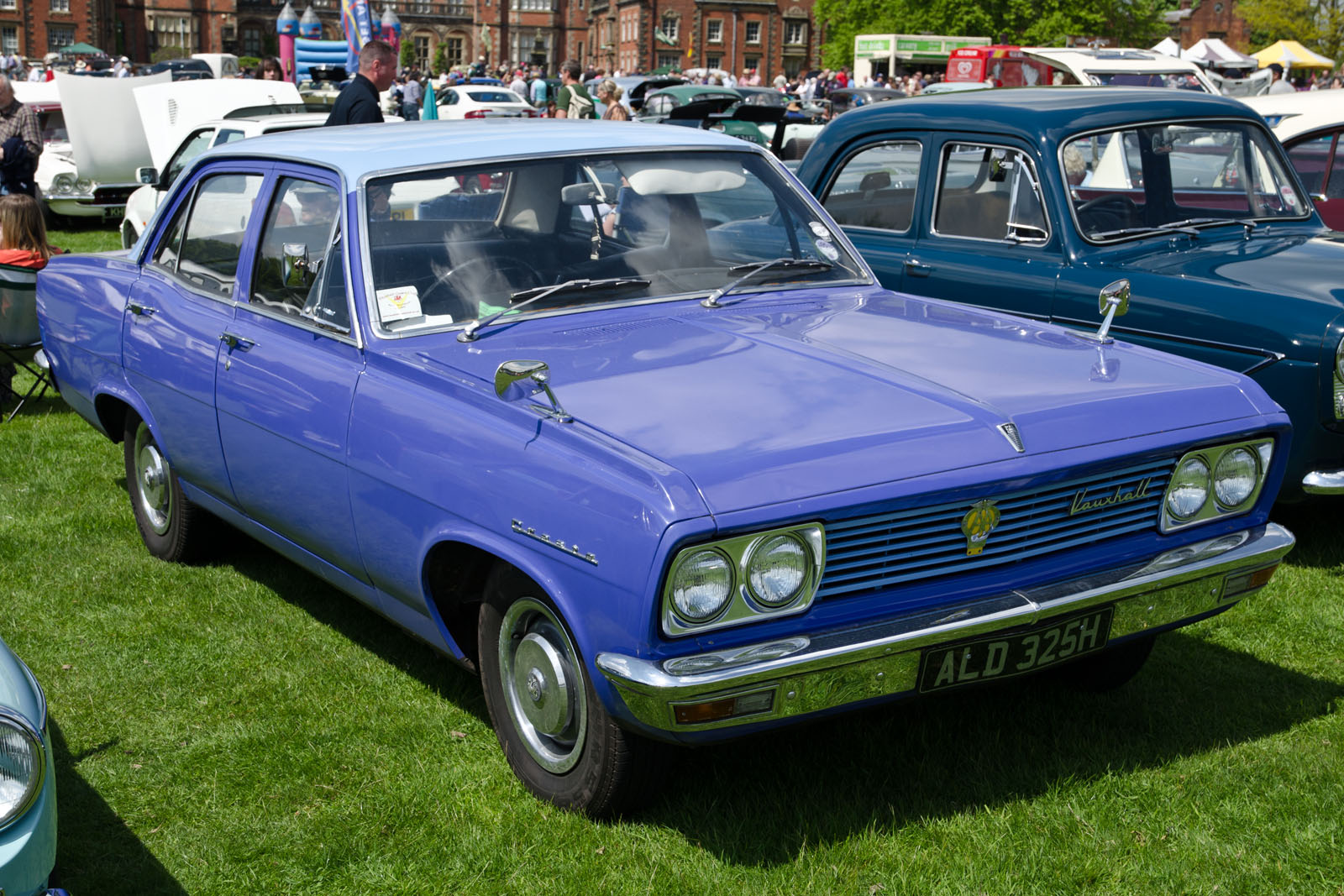
Седан Vauxhall Cresta PC

Vauxhall Velox был представлен в 1948 году, а новая версия вышла в 1951 году. Версия Cresta E, выпущенная в 1954 году, имела тот же шестицилиндровый двигатель объемом 2262 куб. кожаная или тканевая обивка, дополнительная двухцветная окраска, обогреватель в стандартной комплектации, небольшие электрические часы на приборной панели, прикуриватель, лампа, автоматически освещающая багажник при открытии, и косметическое зеркало на внутренней стороне солнцезащитного козырька переднего пассажира вместе с специальный декоративный значок над значком V (для Vauxhall) на носу автомобиля. Радио было необязательным.
В октябре 1955 года была представлена обновленная модель с более глубокими передним и задним стеклами. Сбалансированные опускающиеся окна были заменены окнами с надлежащими механизмами намотки, была улучшена внутренняя отделка, в стандартную комплектацию вошли отдельные желтые задние мигалки и омыватели ветрового стекла. Новая хромированная решетка с меньшим количеством вертикальных планок заменила более раннюю литую версию. Эта модель была собрана в Новой Зеландии вместе с Wyvern и Velox, 840 из которых были построены в 1956 году, согласно группе местных владельцев, имеющих доступ к копиям заводских книг GM Petone. В октябре 1956 года были внесены дополнительные изменения: новая решетка радиатора с горизонтальными перекладинами, двигатель с более высокой степенью сжатия, дворники с электрическим приводом (заменяющие систему с приводом от распределительного вала), а также изменения в отделке кузова и двухцветной цветовой схеме. В июне 1957 года Cresta получила модернизированный двигатель той же мощности, основанный на более глубокой конструкции блока, представленной в четырехцилиндровой форме в серии Victor F в марте того же года.
Cresta, протестированная британским журналом "The Motor" в 1956 году, имела максимальную скорость 82,2 миль в час (132,3 км/ч) и могла разгоняться от 0 до 60 миль в час (97 км/ч) за 20,2 секунды. Был зарегистрирован расход бензина 23,5 миль на британский галлон (12,0 л / 100 км; 19,6 миль на галлон США). Тестовый автомобиль стоил 931 фунт стерлингов, включая налоги.
PA Cresta была анонсирована 2 октября 1957 года. Он имитировал американскую моду на хвостовые плавники, закругленные окна и шины с белыми стенками, взяв за основу модель Buick Special 1957 года, анонсированную за двенадцать месяцев до Cresta, хотя и заниженную по сравнению с Cadillacs и Buicks того времени. Все заводские PA были четырехдверными седанами: универсалы были переоборудованы Friary of Basingstoke, Hampshire, и сегодня они редкость.
PA Cresta имела независимую переднюю подвеску с винтовыми пружинами и стабилизатором поперечной устойчивости с жесткой осью и полуэллиптическими листовыми рессорами сзади. В тормозах Lockheed использовались барабаны диаметром 9 дюймов (230 мм) со всех сторон. Перенесенный из последних автомобилей серии E, шестицилиндровый двигатель объемом 2262 куб. См имел верхние клапаны с толкателем и степень сжатия 7,8: 1 (была доступна версия с низкой степенью сжатия 6,8: 1); он производил 82,5 л.с. (61,5 кВт) при 4400 об / мин. Использовался один карбюратор Zenith. Коробка передач имела три передние скорости.
Он был хорошо оборудован кожаной и нейлоновой обивкой передних и задних сидений, а также ковровым покрытием с тканым ворсом. Обогреватель был установлен в стандартной комплектации. Радио оставалось опцией на внутреннем рынке. Другие опции включали противотуманные фары, фонарь заднего хода, запирающуюся крышку заливной горловины и наружные зеркала заднего вида. Чтобы передний пол был свободен для шести человек, рычаг ручного тормоза был установлен под приборной панелью, а рычаг переключения передач - на стойке.
PB был серьезным изменением стиля, полностью исключившим хвостовые плавники, с плоским капотом и в целом более консервативным стилем, основанным на Victor FB, представленном в прошлом году и с которым он делил двери. Двигатель был таким же рядным шестицилиндровым двигателем объемом 2651 куб. См (162 куб. Дюйма), что и последний из серии PA, и хотя степень сжатия была увеличена до 8,5: 1, выходная мощность осталась на уровне 95 л.с. Передние дисковые тормоза теперь входили в стандартную комплектацию. В октябре 1963 года стало доступно переоборудование поместья, работа, выполненная компанией Martin Walter Ltd., известной как Bedford Dormobile, и полностью одобренная Vauxhall. Преобразование отличалось расширением крыши и задней дверью из стекловолокна со стальным каркасом. Задние двери с прямоугольными оконными рамами были прямо из заводского универсала Виктора. В октябре 1964 года объем двигателя был увеличен до 3293 куб. см за счет большего диаметра цилиндра 92 мм в сочетании с исходным ходом поршня 82,55 мм. Мощность возросла до 115 л.с. при 4200 об/мин. Модель получила новую хромированную решетку во всю ширину с фарами, а также хромированную полосу по бокам кузова.
Последний из серии, PC, был представлен на Лондонском автосалоне в октябре 1965 года. Больше не предлагался в качестве версии Velox с более низкими характеристиками, он был обозначен как PCS (стандартный), PCD (Deluxe) и PCE (Executive), причем последний имел собственное имя Viscount. Это был другой автомобиль, более крупный и оформленный в виде бутылки из-под кока-колы, который также можно было увидеть в серии FD Victor: теперь он напоминал Chevrolet Impala немного меньшего размера. Он был похож на австралийский Holden HR, но крупнее и лучше отделан, и на протяжении всего семилетнего производственного цикла оснащался 3,3-литровым рядным шестицилиндровым двигателем мощностью 123 DIN / 142 SAE л.с. Несмотря на то, что малолитражный V8 сразу же появился бы, этот вариант никогда не предлагался в Европе. Первоначально трехступенчатая механическая коробка передач с колонным переключением была стандартной с дополнительной повышающей передачей; четырехступенчатая механическая коробка передач и двухступенчатая коробка передач Powerglide также были необязательными.
Производство закончилось в 1972 году без прямой замены, хотя двигатель Cresta продолжал использоваться в немного меньшем Vauxhall Ventora, а затем и в серии Vauxhall VX (новый флагман модельного ряда Vauxhall) до 1978 года.

## Внешние ссылки
- 1958-62 Vauxhall PA Velox/Cresta: Did Australians Still Need Holden? - Shannons Club